# Louis Amigó Ferrer
Pour les articles homonymes, voir Ferrer.
Louis Amigó Ferrer  (Massamagrell, 17 octobre 1854 – Godella, 1er octobre 1934) est un capucin espagnol, administrateur apostolique de Solsona puis évêque de Segorbe, fondateur des sœurs Tertiaires Capucines de la Sainte Famille et des Tertiaires Capucins de Notre Dame des Douleurs. Il est reconnu vénérable par l'Église catholique.

## Biographie
Il naît à Massamagrell (province de Valence) le 17 octobre 1854, de Gaspard Amigó y Chulvi, avocat et de Geneviève Ferrer y Dolset. Au moment de sa naissance, le village subit une épidémie de choléra, on craint pour sa vie, il est donc baptisé le lendemain avec les prénoms de José María pour le placer sous la protection de la Vierge et de saint Joseph. Il fait sa confirmation le 18 novembre 1857 et sa première communion le 13 mai 1866.
Il passe son enfance et sa jeunesse dans la ville de Valence ; en 1866, il entre au séminaire de Valence. Avec ses amis, il est bénévole dans divers hôpitaux et aide des familles dans le besoin ; il est aussi affilié dans diverses associations catholiques et montre une préférence pour l'aide en faveur des prisonniers. Il a le désir d'intégrer les frères mineurs capucins mais aucun couvent de cet ordre n'existe en Espagne depuis le désamortissement de Mendizábal, il entre donc au noviciat des pères capucins de Bayonne en 1874 où il prend l'habit le 12 avril de la même année et reçoit le nom de frère Louis. Trois ans plus tard, il fait partie d'un groupe de capucins chargés de la fondation d'un couvent à Antequera ; ce sont les premiers religieux à retourner officiellement en Espagne après 40 ans d'exclusion.
Il est ordonné prêtre le 29 mars 1879 et commence son ministère en particulier par la visite des prisonniers où il est très frappé du grand nombre de jeunes incarcérés. En août 1881, il est envoyé au couvent de  Masamagrell, dans son village natal, il prêche des missions populaires, et organise le Tiers-Ordre franciscain qui compte bientôt 5000 tertiaires (hommes et femmes).
En 1885, il fonde les sœurs Tertiaires Capucines de la Sainte Famille puis en 1889, il fonde également un institut masculin, les Tertiaires Capucins de Notre Dame des Douleurs dont le but est la prise en charge des jeunes prisonniers et d'aider à leur réinsertion. Il est aussi appelé à des responsabilités parmi les capucins comme supérieur et provincial.
Il est consacré évêque titulaire de Thagaste (de) le 9 juin 1907 par le cardinal Rinaldini et devient administrateur apostolique du diocèse de Solsona ; il est ensuite nommé évêque diocèse de Segorbe-Castellón, poste qu'il occupe jusqu'en 1934, année où il meurt à Godella.

## Procès de béatification
Le procès diocésain s'ouvre en 1950. Il est déclaré vénérable le 13 juin 1992 par Jean-Paul II. Son corps se trouve dans sa ville natale près de l'église des Tertiaires Capucins.